# ヤストシェンビェ＝ズドルイ

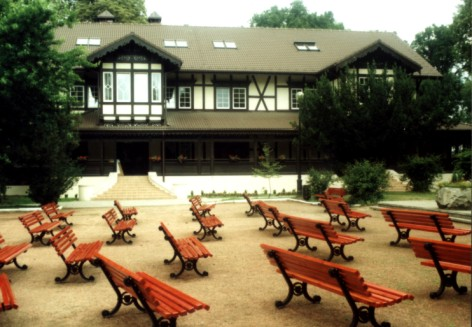
街の風景

ヤストシェンビェ＝ズドルイ（波: Jastrzębie-Zdrój [jaˈstʂɛmbʲɛ ˈzdruj]、独: Bad Königsdorff-Jastrzemb）は、ポーランドの都市。シロンスク県に属する。

## 地理
ポーランドの最南部に位置しておりチェコ国境に近い。近隣の都市としては、約30キロ南西のオストラヴァ（チェコ）、45キロ北東のカトヴィツェ、100キロ東のクラクフなどが挙げられる。

## 歴史
19世紀半ばより、石炭・岩塩などが埋蔵されていることが明らかとなり発展した。また、効能のある温泉も注目され、20世紀になると上シロンスク地方における温泉地・保養地として発展した。1963年に都市としての地位を認められた。1999年まではカトヴィツェ県に属していたが、行政区域の改革にともなってシロンスク県に属することになった。

## 姉妹都市
- カルヴィナー、チェコ
- ハルヴィリョフ、チェコ
- トゥールコワン、フランス
- Ibbenbüren、ドイツ

## スポーツ
GKSヤストシェンビェ（w:GKS Jastrzębie）が、ヤストシェンビェ＝ズドルイを本拠地とするサッカークラブである。